# Assedio di Baghdad (1733)
L'assedio di Baghdad (1733) fu un assedio relativamente breve ma intenso condotto dall'esercito persiano del generale Nadir contro la città di Baghdad occupata dagli ottomani. La riuscita dell'assedio non venne determinata a Baghdad ma più a nord, nei pressi di Samarra, dove le forze guidate da Topal Pasha inflissero una pesante sconfitta all'esercito persiano di Nadir (l'unica sconfitta sul campo subita da Nadir nella sua carriera). Gli assedianti persiani vennero costretti a ritirarsi dall'assedio vanificando gli sforzi fatti.

## L'inizio dell'assedio
Ahmad Pasha, governatore dell'Eyalet di Baghdad, cautamente aveva prescelto di proteggere il fianco sinistro della sua armata col corso del fiume Tigri quale formidabile barriera difensiva posta contro l'esercito persiano. Nadir si accampò ad est e mandò solo un piccolo gruppo di uomini a nord col favore della notte per ispezionare il terreno e le mosse del nemico.
Il 15 febbraio Nadir attraversò il Tigri con 2500 uomini ed immediatamente si spostò a sud con altri 1500 riuscendo ad attraversare il corso d'acqua poco prima che il ponte costruito crollasse. Ahmad Pasha accelerò le sue forze sul Tigri quando seppe della presenza del contingente persiano. La piccola banda di Nadir includeva tre fowj di curdi (ogni "fowj" era un'unità di 1000 soldati), turcomanni e afghani abdalidi che andarono formando una barriera contro il formidabile assalto ottomano composto da artiglieria, cavalleria e giannizzeri (fanteria).
I turcomanni ed i turchi vennero respinsi ma gli abdalidi mantennero il confronto al punto tale che 1500 di loro riuscirono ad attraversare il Tigri verso nord. Nadir li dispose in formazione e li impiegò nella battaglia, spostando gradualmente la linea di Ahmad Pasha sempre più indietro verso Baghdad, lasciandosi dietro diversi cannoni e molti cadaveri. Nadir ordinò che diversi curdi e turcomanni venissero impiccati per la codardia dimostrata di fronte al nemico e per contro ricompensò gli abdalidi personalmente.
I dintorni di Baghdad divennero ben presto un formicolio di volontari persiani della popolazione dell'area che si unirono ai loro compatrioti costruendo circa 2700 torri d'assedio attorno al perimetro della città. Si stima che fossero circa 300 000 i persiani ad assediare le mura di Baghdad di cui però solo 100 000 erano soldati regolari.

## L'arrivo di Topal Osman Pascià
La riuscita finale dell'assedio ad ogni modo venne decisa diversi chilometri più a nord di Baghdad presso la città chiamata Samarra dove la Sublime porta aveva inviato i propri uomini migliori al comando del miglior generale ottomano disponibile: Topal Osman Pascià. Nadir arrogantemente marciò a nord per attaccare gli ottomani invece di dedicarsi ad una battaglia difensiva o alla risoluzione definitiva della questione di Baghdad. Il risultato fu una delle perdite più sanguinose nelle campagne militari condotte da Nadir dove quasi la metà dell'esercito persiano andò perso contro gli ottomani che persero solo un quarto dei loro uomini: i morti quel giorno furono 20 000 per la sola parte persiana.
La battaglia fu decisiva per gli ottomani, salvando così Baghdad dalla cattura certa della Persia. Nadir riuscirà in seguito solo miracolosamente a riprendersi ed a catturare infine Baghdad in una successiva campagna (in parte grazie ad una insurrezione popolare).